# Lista de encouraçados do Brasil

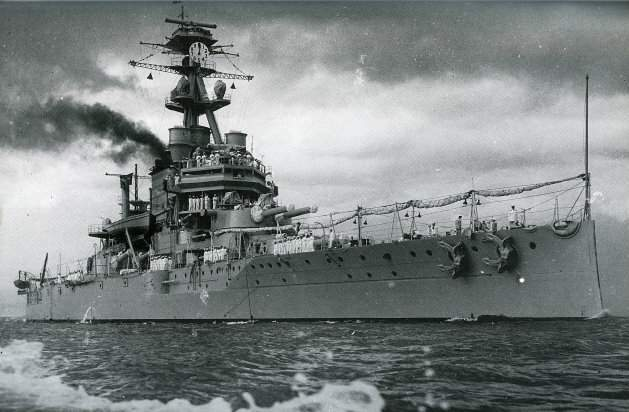
Minas Geraes nos anos 1940

A partir de 1865, o Brasil passou a comissionar navios encouraçados em sua armada. As embarcações caracterizadas como encouraçados pela marinha, construídas entre os anos 1865 e 1875, eram embarcações de couraça (blindagem) mista de madeira, ferro, cobre ou aço. Internacionalmente, esse tipo de embarcação era denominada ironclad. O primeiro encouraçado brasileiro foi o Brasil, construído nos estaleiros franceses da Societé Nouvelle des Forges et Chantiers. Seu desenvolvimento e construção se deu devido ao atrito que o império brasileiro tinha com os ingleses na chamada Questão Christie. O navio acabou por combater apenas na Guerra do Paraguai. Posteriormente, o império solicitou a construção de seus próprios encouraçados ainda em 1865. O Tamandaré foi o primeiro encouraçado construído no país, seguido do Barroso e Rio de Janeiro. Esses navios foram construídos nos estaleiros do Arsenal de Marinha da Corte, Rio de Janeiro. Os navios compartilhavam algumas semelhanças entre si, mas com mudanças significativas em tamanho e armamento. Ambas as embarcações combateram na Guerra do Paraguai. Foi neste conflito que o Rio de Janeiro foi perdido, sendo o único entre os encouraçados brasileiros construídos durante os combates afundado pelos paraguaios.
Durante a construção destes, o império adquiriu da Inglaterra o encouraçado Bahia. Pelas suas características foi qualificado como monitor encouraçado. Combateu na Guerra do Paraguai e no levante de 1892 no Mato Grosso. O Bahia foi o primeiro de uma série de encouraçados encomendados pelo Paraguai, antes da guerra, que o Brasil adquiriu pelo fato do primeiro não ter conseguido efetuar o pagamento pelas embarcações devido ao conflito. Seguiu-se os encouraçados Lima Barros, navios da Classe Mariz Barros e Cabral e o Silvado. Ironicamente, todos eles combateram o país que os encomendou. Para atender a necessidade da marinha de navios blindados de calados rasos e de resistir a grandes incêndios, foram projetados monitores encouraçados baseados nas experiências navais da Guerra Civil Americana e da própria Guerra do Paraguai. Assim, surgiu a classe Pará, composta por seis monitores encouraçados mais adequados às condições do conflito. O último encouraçado encomendado durante o conflito foi o Sete de Setembro, porém só foi completado quatro anos após o final da guerra, por causa da indecisão sobre o tipo de armamento que deveria ser instalado. Em 1872, o Brasil encomendou o encouraçado Independência para fazer frente à Argentina visto que, à época, havia certa tensão entre os dois países. A embarcação seria a maior entre os navios da Armada Imperial Brasileira, porém durante a fase de lançamento, o navio foi avariado e, posteriormente, foi incorporado à Marinha Real Britânica.
Entre 1874 e 1875, chegaram os encouraçados da classe Javari: Javari e Solimões. Os navios dessa classe figuraram entre os encouraçados que compunham a Esquadra de Evoluções, grupo dos mais modernos navios da armada imperial. Os outros dois encouraçados da esquadra eram o Sete de Setembro e o Riachuelo. Esse último, construído em 1883, estava entre os navios mais poderosos da época, junto com Aquidabã de aparência semelhante. Já no período republicano, o país encomendou a estaleiros franceses os encouraçados da classe Deodoro: Deodoro e Floriano. Críticos franceses os categorizaram como encouraçados de segunda categoria, apesar de observarem que era notável como tanta blindagem e armamento pudessem ser transportados em navios de pequenas dimensões. No período de atuação desses dois encouraçados, o Brasil passou a estudar planos de reaparelhamento de sua frota. Em 1906, foram encomendados três grandes encouraçados à Inglaterra: Minas Geraes, São Paulo e Rio de Janeiro. Quando terminados, eram os mais poderosos navios de guerra do tipo dreadnought. Apenas os dois primeiros foram entregues ao Brasil, com o terceiro sendo cancelado em 1910. Em 1911, o Brasil encomendou um segundo encouraçado de nome Rio de Janeiro, porém dificuldades financeiras fizeram com que fosse colocado à venda, com ele sendo comprado em 1913 pelo Império Otomano. Ainda em 1913, encomendou-se também a construção de um encouraçado ainda maior, o Riachuelo, mas devido à Primeira Guerra Mundial, o projeto foi cancelado.
| Armas principais | Número e tipo dos canhões da bateria principal            |
| Deslocamento     | Deslocamento do navio totalmente carregado                |
| Propulsão        | Número e tipo do sistema de propulsão e velocidade máxima |
| Batimento        | Data em que o batimento de quilha ocorreu                 |
| Lançamento       | Data em que o navio foi lançado ao mar                    |
| Comissionamento  | Data em que o navio foi comissionado em serviço           |
| Destino          | Fim que o navio teve                                      |

## Ironclads

### Brasil

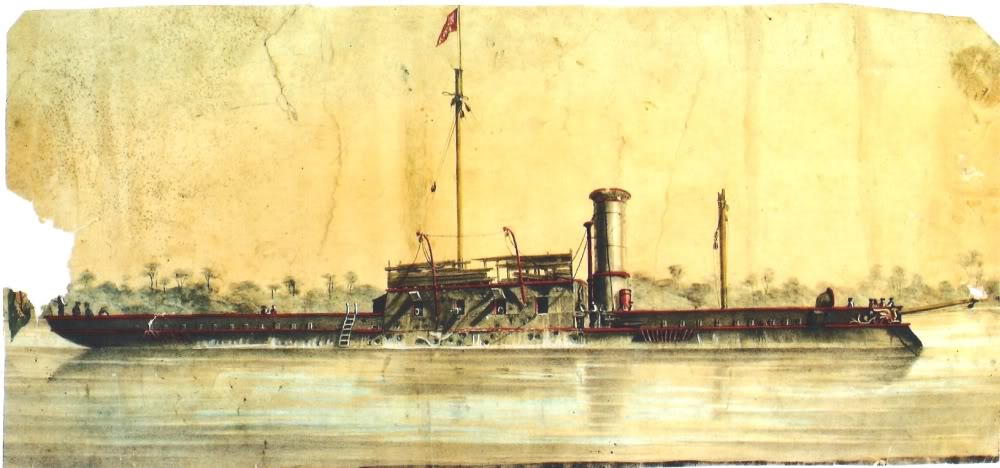
Ilustração do Brasil danificado durante a Guerra do Paraguai

O Brasil foi o primeiro navio encouraçado comissionado na Marinha do Brasil. Foi projetado em meio à ruptura de relações entre o Império do Brasil e o Império Britânico, evento conhecido como Questão Christie. A encomenda foi feita ao estaleiro francês Societé Nouvelle des Forges et Chantiers pela quantia de 1 560 000 francos. O Brasil participou das campanhas da Guerra do Paraguai, como as batalhas de Itapirú e Curupaiti em 1866. Em 9 de fevereiro de 1867, foi para o Rio de Janeiro, onde precisou ser reparado. Em 30 de março partiu da capital para se juntar à esquadra que posteriormente forçaria a Passagem de Curupaiti. Em 2 de março de 1868, socorreu os encouraçados Lima Barros e Cabral, que haviam sido abordados de surpresa. Em 10 de abril, participou no bombardeio de Humaitá. Em 16 de agosto, forçou a passagem do Timbó. Em 26 de novembro, forçou o Passo de Angostura. Após o fim da guerra, o Brasil continuou fazendo parte da frota até sua baixa em 1879.
| Navio  | Armas         | Deslocamento | Propulsão                                             | Serviço   | Serviço                | Serviço            | Serviço            | Fontes        |
| Navio  | Armas         | Deslocamento | Propulsão                                             | Batimento | Lançamento             | Comissionamento    | Destino            | [ 30 ] [ 31 ] |
| ------ | ------------- | ------------ | ----------------------------------------------------- | --------- | ---------------------- | ------------------ | ------------------ | ------------- |
| Brasil | 4 × 70 libras | 1 518 t      | 1 motor de expansão única; 10,5 milhas/h (16,89 km/h) | 1864      | 23 de dezembro de 1864 | 2 de março de 1865 | Desativado em 1879 | [ 30 ] [ 31 ] |

### Tamandaré

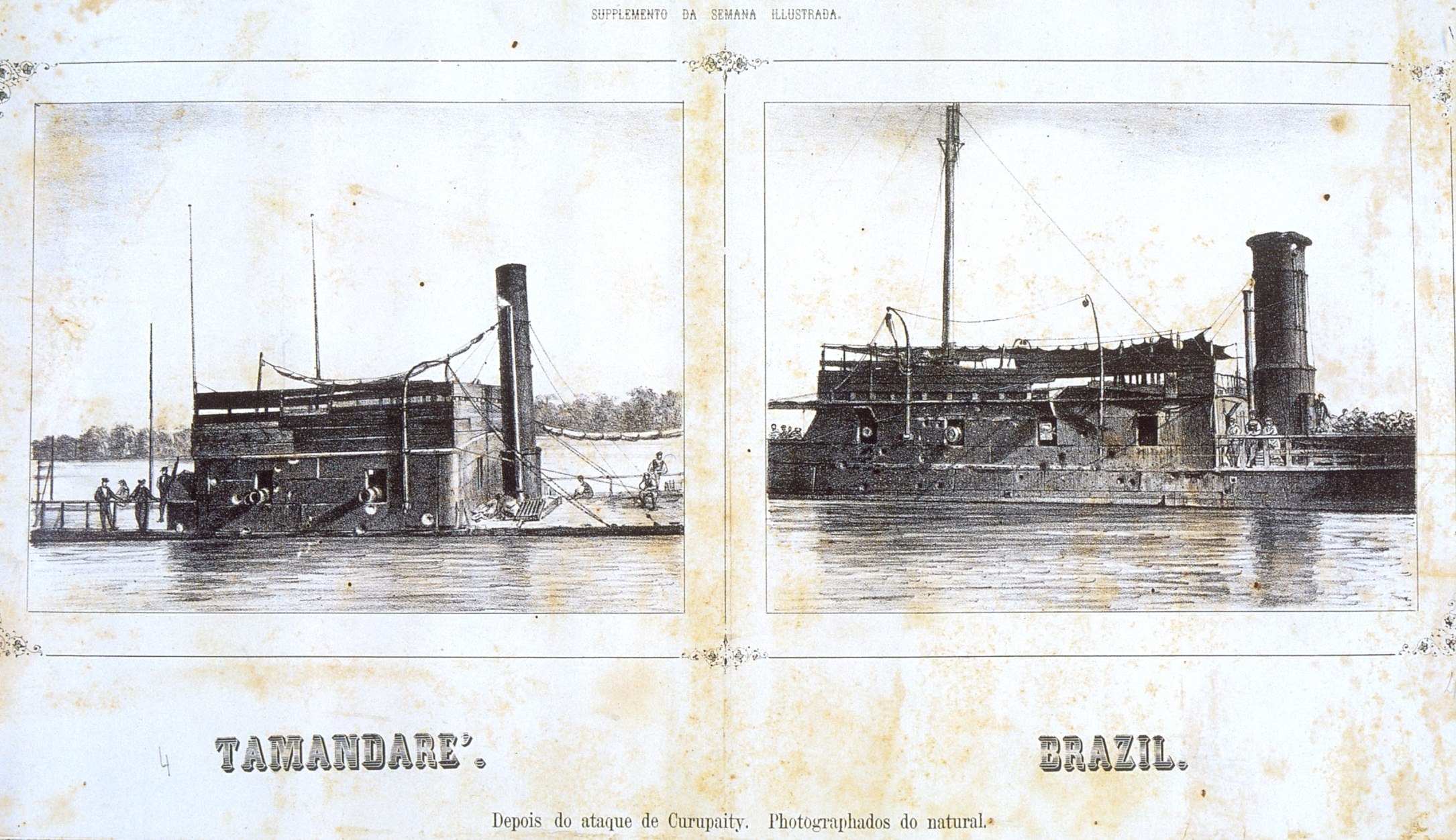
Ilustração do Tamandaré e Brasil danificados durante a Guerra do Paraguai

O Tamandaré foi o primeiro encouraçado construído no Brasil. Foi encomendado ao estaleiro Arsenal de Marinha da Corte, a um custo de 40 506 libras, em meio à Guerra do Paraguai. O navio foi comissionado em 1865 e foi enviado ao conflito. Em 1866, atacou a fortaleza de Itapirú e nesse ataque, quatro tripulantes do encouraçado morreram, incluindo o comandante tenente Antônio Carlos de Mariz e Barros. Ainda nesse ano, bombardeou a fortaleza de Curuzu em duas ocasiões e, no ano seguinte, os fortes de Curupaití e Timbó. Forçou com sucesso a passagem de Humaitá em 19 de fevereiro de 1868 e, em novembro, bombardeou a capital paraguaia Assunção. Após a guerra, o navio foi destinado à Flotilha do Mato Grosso, com sede em Ladário. Tamandaré foi desativado a 18 de abril de 1879 e posteriormente demolido.
| Navio     | Armas         | Deslocamento | Propulsão                        | Serviço            | Serviço             | Serviço                | Serviço            | Fontes |
| Navio     | Armas         | Deslocamento | Propulsão                        | Batimento          | Lançamento          | Comissionamento        | Destino            | [ 33 ] |
| --------- | ------------- | ------------ | -------------------------------- | ------------------ | ------------------- | ---------------------- | ------------------ | ------ |
| Tamandaré | 1 × 70 libras | 845 t        | 1 motor a vapor; 8 nós (15 km/h) | 31 de maio de 1865 | 21 de junho de 1865 | 16 de setembro de 1865 | Desmontado em 1879 | [ 33 ] |

### Barroso

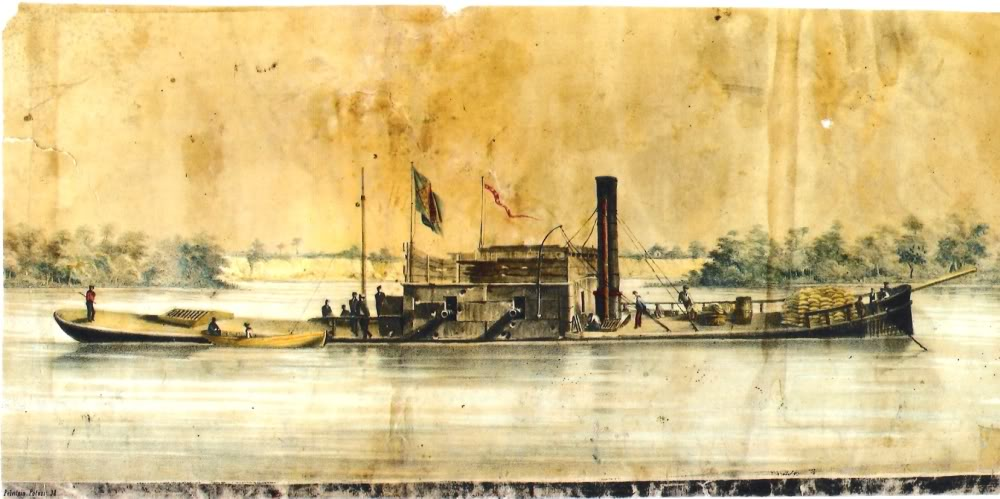
Ilustração do Barroso

Assim como o Tamandaré, Barroso foi construído no estaleiro do Arsenal de Marinha da Corte e lançado em 1865. Envolveu-se na Guerra do Paraguai, ao bombardear diversas posições fortificadas ao longo dos anos de 1866 e 1867. Forçou a passagem de Humaitá, quando três monitores de rio da classe Pará, Rio Grande, Alagoas e Pará, foram amarrados aos encouraçados maiores caso algum motor ficasse inoperacional pelos canhões paraguaios. O encouraçado Barroso liderou juntamente com Rio Grande, seguido por Bahia com Alagoas e Tamandaré com Pará. Após a guerra, foi enviado à Flotilha do Mato Grosso, onde foi descomissionado em 1882.

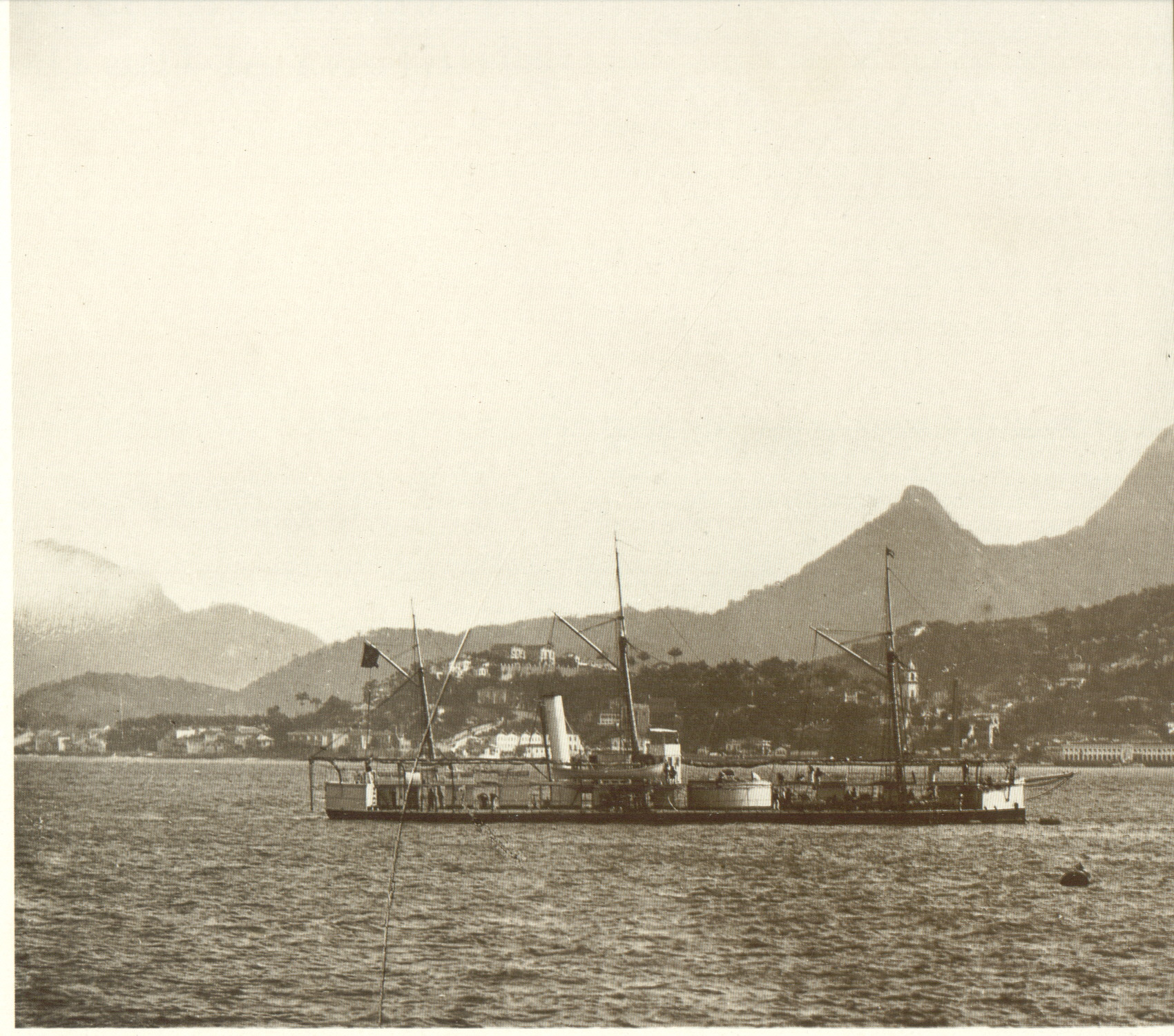
Bahia no Rio de Janeiro. Fotografia tirada após 1885

| Navio   | Armas          | Deslocamento | Propulsão                        | Serviço                 | Serviço               | Serviço         | Serviço            | Fontes |
| Navio   | Armas          | Deslocamento | Propulsão                        | Batimento               | Lançamento            | Comissionamento | Destino            | [ 4 ]  |
| ------- | -------------- | ------------ | -------------------------------- | ----------------------- | --------------------- | --------------- | ------------------ | ------ |
| Barroso | 1 × 120 libras | 1 354 t      | 1 motor a vapor; 9 nós (16 km/h) | 21 de fevereiro de 1865 | 4 de novembro de 1865 | -               | Desmontado em 1882 | [ 4 ]  |

### Bahia
O monitor Bahia foi um navio blindado construído na Inglaterra. Era parte da frota que o Paraguai havia encomendado àquele país, mas não conseguiu efetuar o pagamento por causa da guerra (1864-1870). O Império do Brasil adquiriu o navio e o enviou às campanhas do conflito. O monitor participou dos combates em Itapirú, Passo da Pátria, auxiliando no transporte e desembarque das tropas brasileiras; Curupaití, quando bombardeou o forte e o transpôs em 15 de agosto; Humaitá, na sua transposição e bombardeio; Tebiquary, no forçamento de suas baterias defensivas; Angostura, e por fim, do bombardeio à Assunção. Após o fim da guerra, Bahia foi enviado à Flotilha do Mato Grosso. Em 1892, foi destacado para dar suporte aos legalistas contra insurgentes separatistas de Mato Grosso. Foi desmontado em 1895.
| Navio | Armas      | Deslocamento | Propulsão                     | Serviço   | Serviço             | Serviço               | Serviço            | Fontes |
| Navio | Armas      | Deslocamento | Propulsão                     | Batimento | Lançamento          | Comissionamento       | Destino            | [ 38 ] |
| ----- | ---------- | ------------ | ----------------------------- | --------- | ------------------- | --------------------- | ------------------ | ------ |
| Bahia | 2 × 150 mm | 928 t        | 2 motores a vapor; 14,48 km/h | -         | 11 de junho de 1865 | 17 de janeiro de 1866 | Descartado em 1895 | [ 38 ] |

### Lima Barros

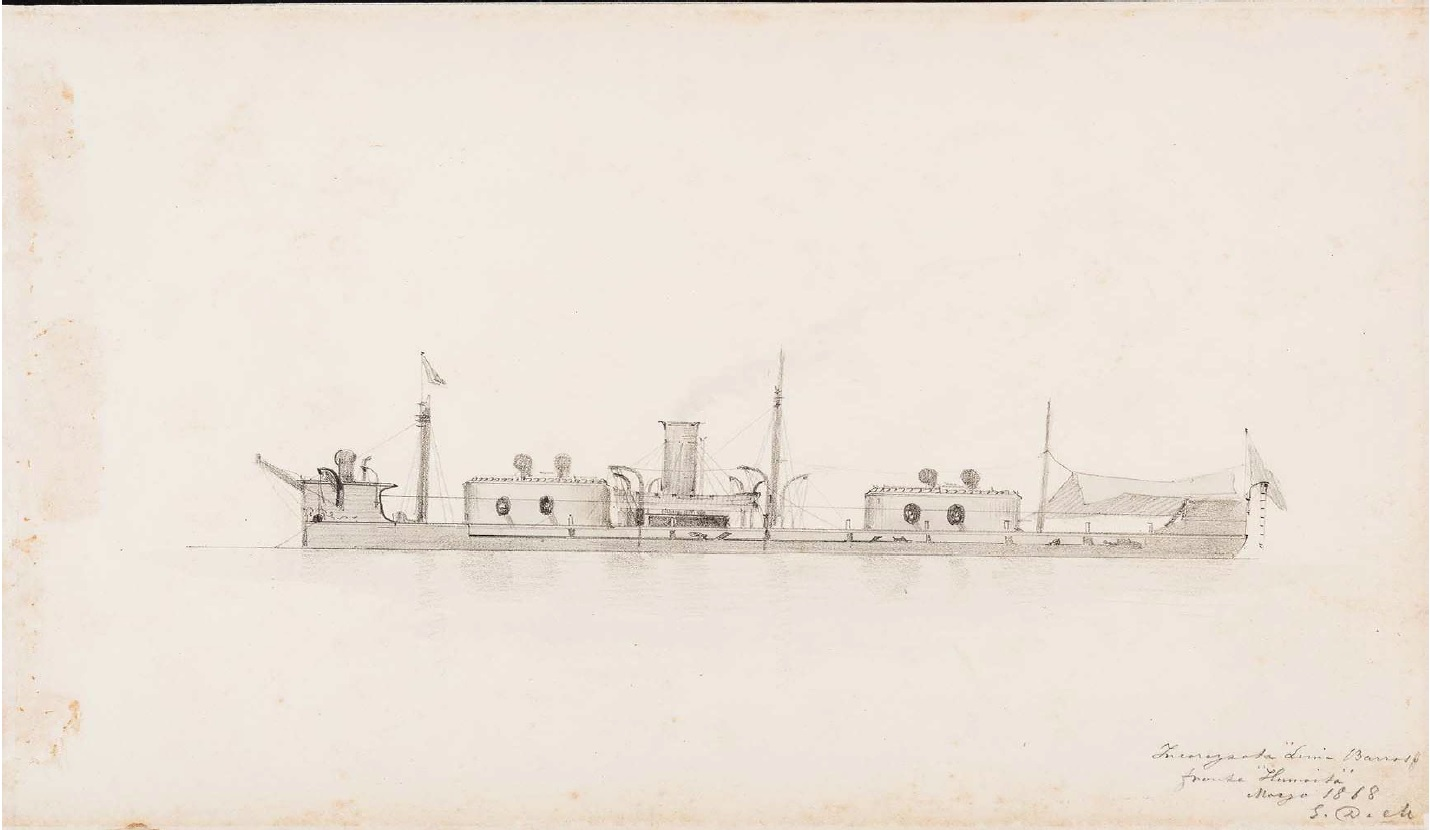
Ilustração do Lima Barros

Lima Barros foi um monitor encouraçado construído na Inglaterra. Fez parte da frota solicitada pelo Paraguai antes da Guerra da Tríplice Aliança. Devido às dificuldades ocasionadas pelo conflito, o Paraguai não conseguiu efetuar o pagamento pela embarcação, sendo adquirida pelo Brasil. O monitor participou dos combates da guerra a partir de 1866, quando atacou as baterias da fortaleza de Curupaití. Dois anos depois, em março de 1868, o Lima Barros e o Cabral foram atacados por uma frota de mais de 20 canoas paraguaias. Cada canoa levava 12 homens munidos de facões, machadinhas e espadas de abordagem. Os paraguaios abordaram os navios e iniciou-se luta corporal com as tripulações. Os atacantes somente desistiram do assalto após serem desbaratados pelos canhões dos encouraçados Brasil, Herval, Mariz e Barros e Silvado. Após a guerra, o Lima Barros foi enviado para patrulhar a costa entre o Rio Grande do Sul e o Rio de Janeiro. O monitor encouraçado foi enviado para desmanche por volta de 1905.
| Navio       | Armas      | Deslocamento | Propulsão                   | Serviço   | Serviço                | Serviço         | Serviço | Fontes        |
| Navio       | Armas      | Deslocamento | Propulsão                   | Batimento | Lançamento             | Comissionamento | Destino | [ 42 ] [ 39 ] |
| ----------- | ---------- | ------------ | --------------------------- | --------- | ---------------------- | --------------- | ------- | ------------- |
| Lima Barros | 4 × 150 mm | 1 705 t      | 2 motor a vapor; 20,37 km/h | 1864      | 21 de dezembro de 1865 | 1866            | 1905    | [ 42 ] [ 39 ] |

### Rio de Janeiro

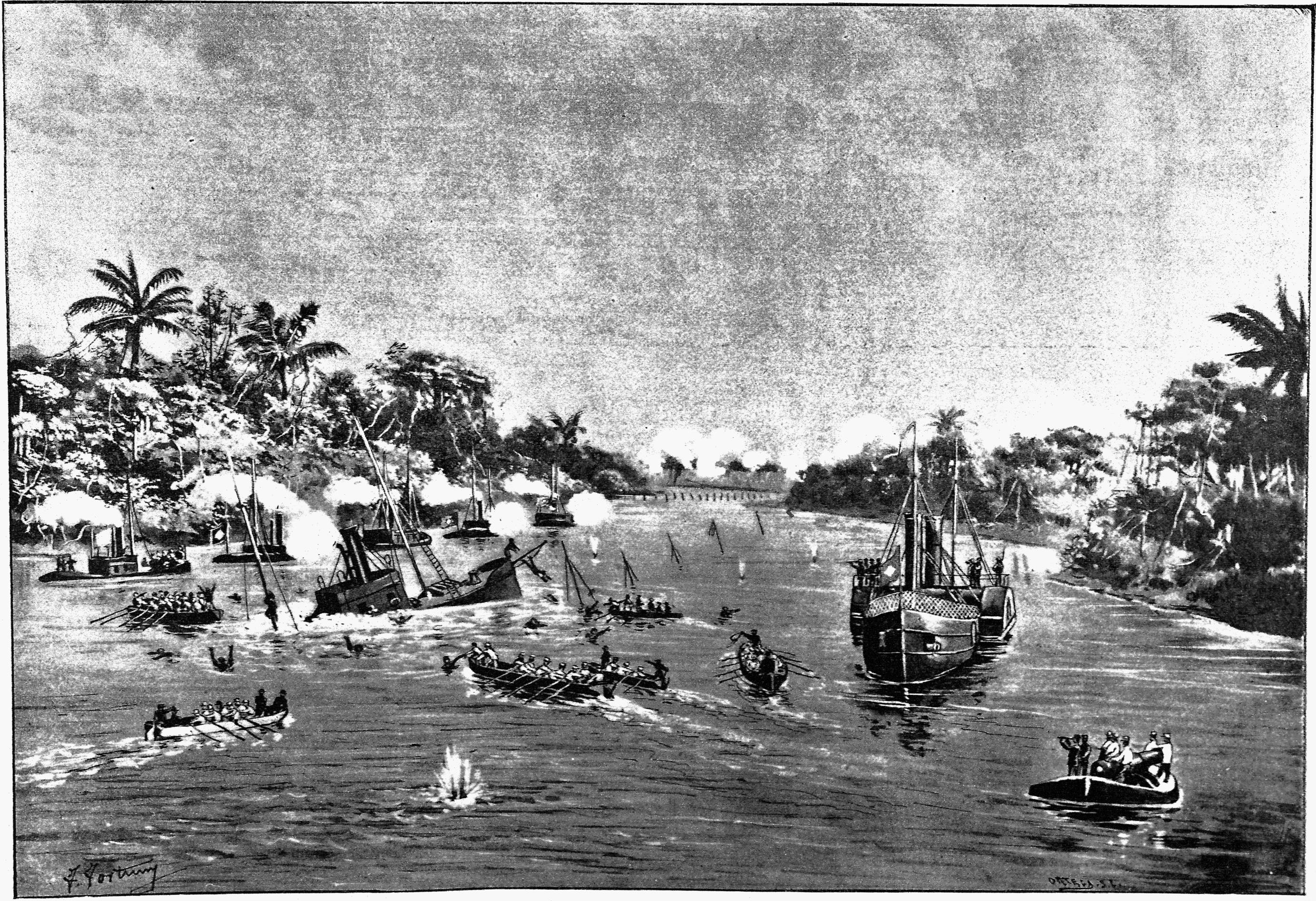
Ilustração do Rio de Janeiro posto a pique

Terceiro dos encouraçados construídos no Arsenal de Marinha da Corte em 1865. Rio de Janeiro foi enviado à Guerra do Paraguai em maio de 1866. Durante os combates na batalha de Curuzú, o Rio de Janeiro foi atingido por projéteis paraguaios, recuando, em seguida, para reparos. No dia seguinte, em 2 de setembro, enfrentou novamente os canhões da fortaleza, quando tentava se aproximar dos outros navios da frota brasileira, momento em que foi atingido por dois torpedos (minas). O impacto causou uma explosão que partiu o encouraçado ao meio, e afundou em poucos minutos. O afundamento causou a morte de 53 marinheiros. Foi o primeiro e o único encouraçado perdido na guerra.
| Navio          | Armas         | Deslocamento | Propulsão                                  | Serviço             | Serviço                 | Serviço         | Serviço          | Fontes |
| Navio          | Armas         | Deslocamento | Propulsão                                  | Batimento           | Lançamento              | Comissionamento | Destino          | [ 4 ]  |
| -------------- | ------------- | ------------ | ------------------------------------------ | ------------------- | ----------------------- | --------------- | ---------------- | ------ |
| Rio de Janeiro | 2 × 70 libras | 1 001 t      | 1 motor de expansão única; 9 nós (16 km/h) | 28 de junho de 1865 | 18 de fevereiro de 1866 | abril de 1866   | Afundado em 1866 | [ 4 ]  |

### ClasseMariz e Barros

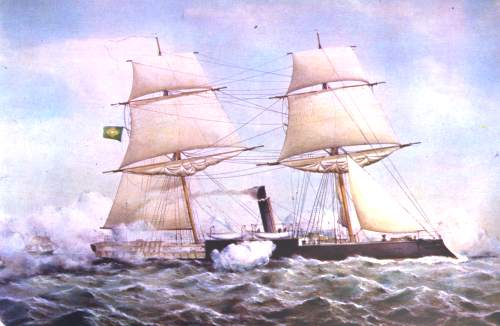
Ilustração do Herval

A classe Mariz e Barros foram dois navios encouraçados de bateria central, originalmente encomendados pelo Paraguai, vendidos para o Brasil em meio à Guerra do Paraguai: Mariz e Barros e Herval. Os encouraçados foram comissionados em 1866. Tomaram parte no bombardeio da fortaleza de Curupaití em 2 de fevereiro de 1867 e, no dia 15 de agosto, forçaram com sucesso a passagem da fortaleza. Em 2 de março de 1868, o Herval ajudou a repelir a tentativa de abordagem dos encouraçados Lima Barros e Cabral por parte dos paraguaios. Ambas as embarcações participaram do bombardeio de Angostura em 19 de novembro. O Mariz e Barros foi aposentado em 1897 e o Herval em 1885.
| Navio          | Armas         | Deslocamento | Propulsão                                        | Serviço   | Serviço    | Serviço         | Serviço             | Fontes        |
| Navio          | Armas         | Deslocamento | Propulsão                                        | Batimento | Lançamento | Comissionamento | Destino             | [ 36 ] [ 46 ] |
| -------------- | ------------- | ------------ | ------------------------------------------------ | --------- | ---------- | --------------- | ------------------- | ------------- |
| Mariz e Barros | 2 × 70 libras | 1 196 t      | Máquinas a vapor alternativa; 10 nós (18,52km/h) | 1864      | 1865       | 1866            | 23 de julho de 1897 | [ 36 ] [ 46 ] |
| Herval         | 2 × 70 libras | 1 353 t      | Máquinas a vapor alternativa; 10 nós (18,52km/h) | 1864      | 1865       | 1866            | Descartado em 1885  | [ 36 ] [ 46 ] |

### ClasseCabral

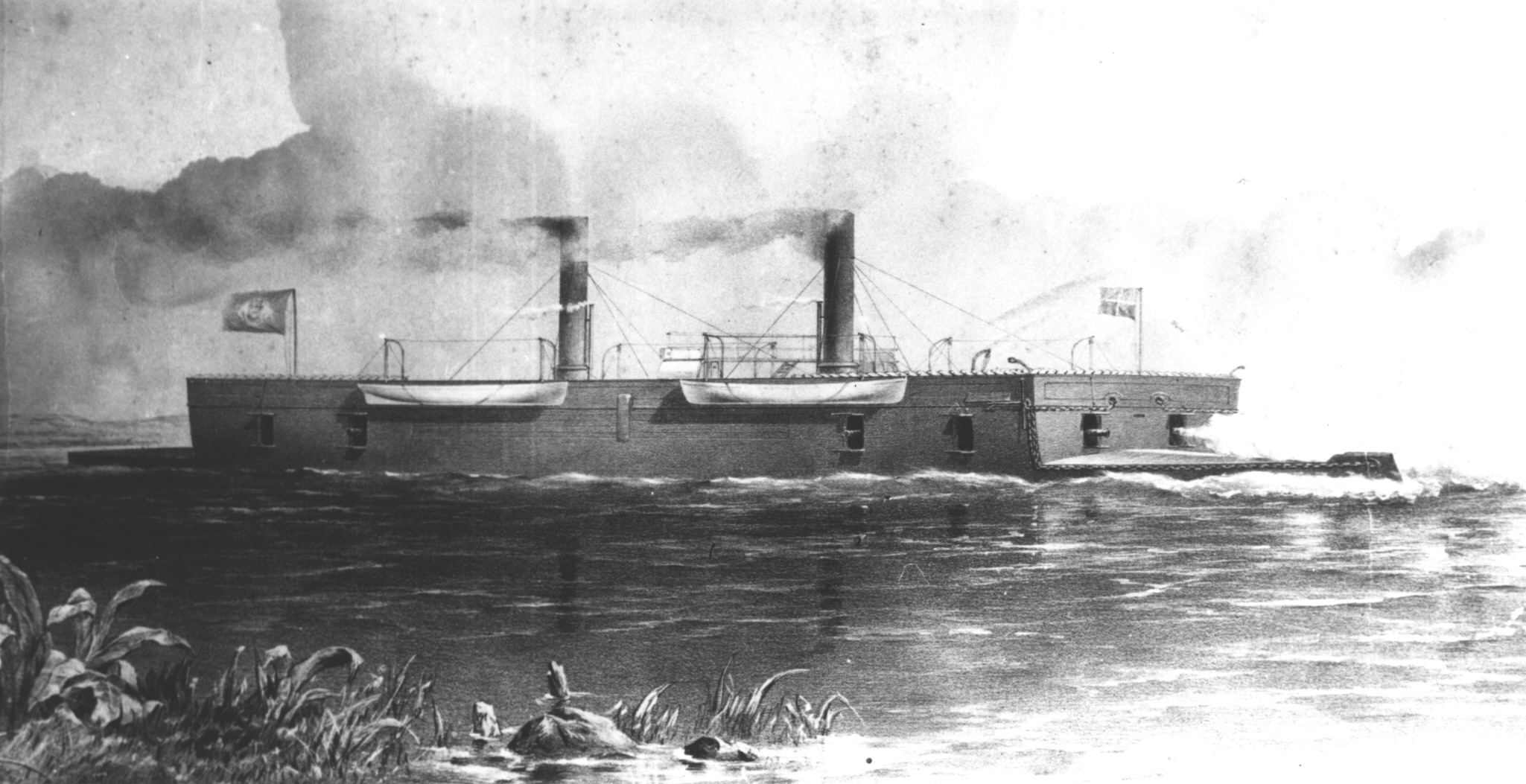
Ilustração do Cabral

A classe Cabral foram dois navios encouraçados, originalmente encomendados pelo Paraguai, vendidos ao Brasil em 1865: Cabral e Colombo. Provavelmente estavam em fase de construção ou que os projetos já estavam prontos, uma vez que foram entregues de maneira rápida. As embarcações também combateram na Guerra do Paraguai. Em 2 de fevereiro de 1867, ambos os encouraçados bombardearam a fortaleza de Curupaití, transpondo-a no dia 15 de agosto. O Cabral sofreu tentativa abordagem de cerca de cem paraguaios em canoas em 2 de março de 1868, com o encouraçado sendo ajudado pelo Silvado e Herval. Continuaram os combates ao longo do ano de 1868. Após a guerra, os navios foram designados para o terceiro distrito de defesa de portos do Brasil, região que compreendia desde a cidade de Mossoró, no Rio Grande do Norte, até a fronteira com a Guiana Francesa. O Colombo foi desativado em 1875 e o Cabral em 1882.
| Navio   | Armas              | Deslocamento | Propulsão                             | Serviço   | Serviço    | Serviço          | Serviço           | Fontes                      |
| Navio   | Armas              | Deslocamento | Propulsão                             | Batimento | Lançamento | Comissionamento  | Destino           | [ 10 ] [ 36 ] [ 50 ] [ 51 ] |
| ------- | ------------------ | ------------ | ------------------------------------- | --------- | ---------- | ---------------- | ----------------- | --------------------------- |
| Cabral  | 8 x 70/68 calibres | 1 050 t      | 2 motores a vapor; 10,5 nós (19 km/h) | -         | 1865       | setembro de 1866 | novembro de 1882  | [ 10 ] [ 36 ] [ 50 ] [ 51 ] |
| Colombo | 8 x 70/68 calibres | 1 069 t      | 2 motores a vapor; 10,5 nós (19 km/h) | -         | 1865       | julho de 1866    | fevereiro de 1875 | [ 10 ] [ 36 ] [ 50 ] [ 51 ] |

### Silvado

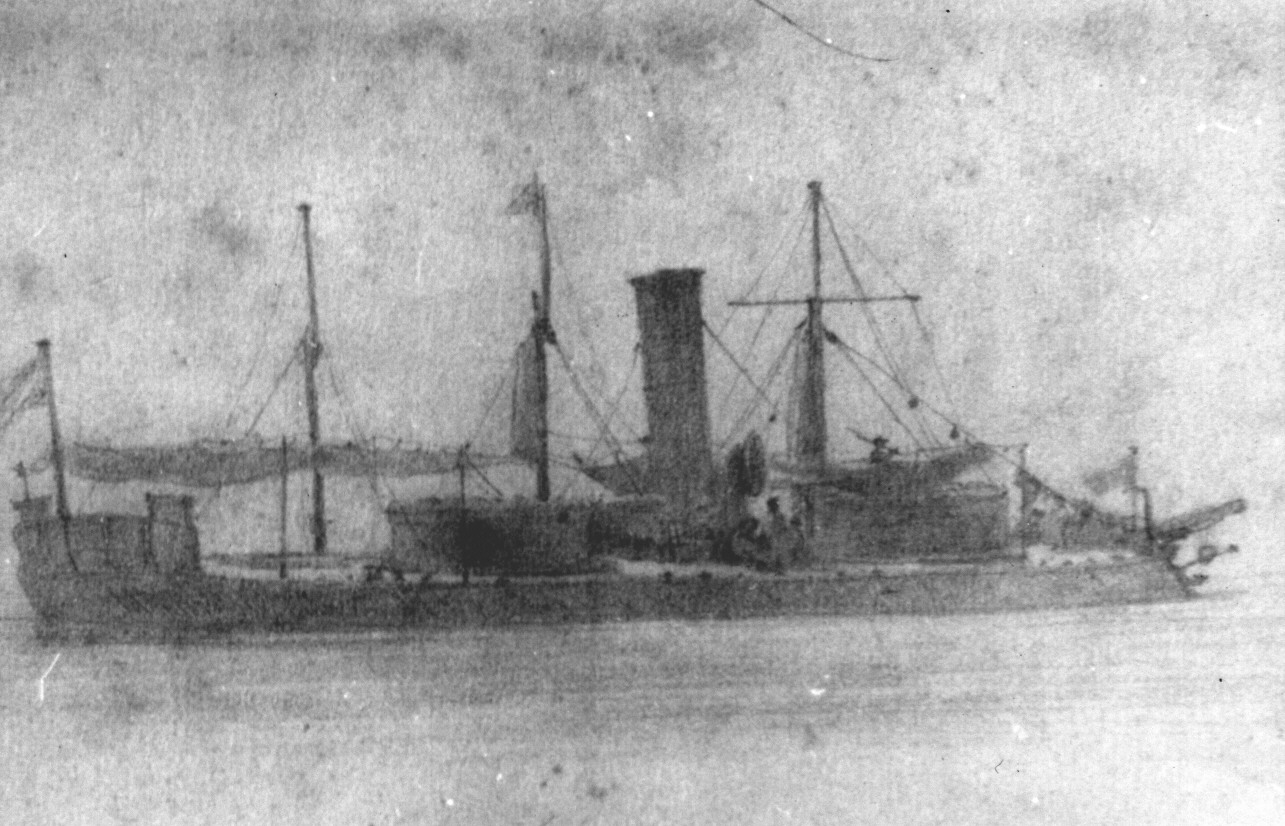
Ilustração do Silvado

Silvado foi um encouraçado construído em Bordéus, na França, nos estaleiros L'Ocean. Deve seu nome ao primeiro tenente Américo Brasílio Silvado, comandante do encouraçado Rio de Janeiro, por ocasião do afundamento que resultou em sua morte, quando da Batalha de Curuzú. O navio chegou ao Brasil em 25 de agosto de 1866. Em 1867, participou nas ações contra o forte de Curupaití. No ano seguinte, voltou a bombardear o forte e, em seguida, tomou parte nos combates contra as fortalezas de Humaitá e Angostura. Em 1869, ofereceu apoio de transporte às tropas do general José Antônio Correia da Câmara. O encouraçado foi desativado em 1885.
| Navio   | Armas         | Deslocamento | Propulsão                          | Serviço   | Serviço    | Serviço              | Serviço            | Fontes               |
| Navio   | Armas         | Deslocamento | Propulsão                          | Batimento | Lançamento | Comissionamento      | Destino            | [ 52 ] [ 36 ] [ 53 ] |
| ------- | ------------- | ------------ | ---------------------------------- | --------- | ---------- | -------------------- | ------------------ | -------------------- |
| Silvado | 4 × 68 libras | 1 150 t      | 2 motores a vapor 10 nós (18 km/h) | 1864      | 1865       | 25 de agosto de 1866 | Descartado em 1885 | [ 52 ] [ 36 ] [ 53 ] |

### ClassePará

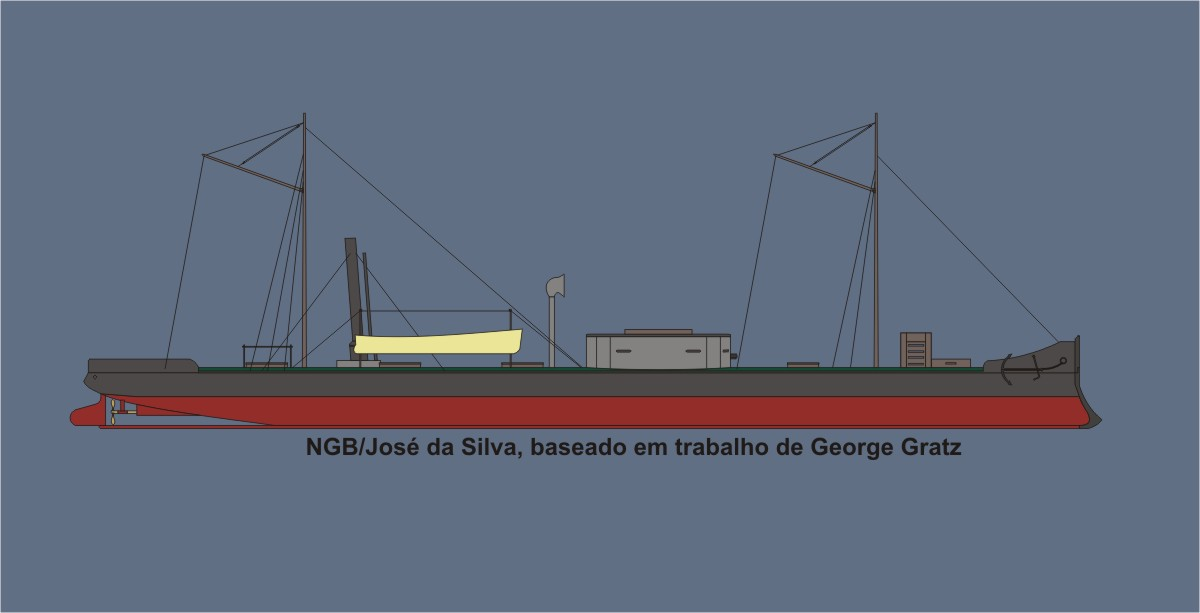
Ilustração de um monitor da classe Pará

A classe Pará foram um grupo de seis monitores encouraçados construídos no Arsenal de Marinha do Rio de Janeiro, em 1866. Foram projetados especificamente para as condições da Guerra do Paraguai. Os três primeiros finalizados, Pará, Rio Grande e Alagoas, participaram da Passagem de Humaitá, em 19 de fevereiro de 1868, e de diversos outros combates ao longo do ano. Os três últimos, Piauí, Ceará e Santa Catarina, participaram, principalmente, das ações no Rio Manduvirá, em 1869. Após a guerra, os monitores foram distribuídos entre as flotilhas do Alto Uruguai e Mato Grosso.

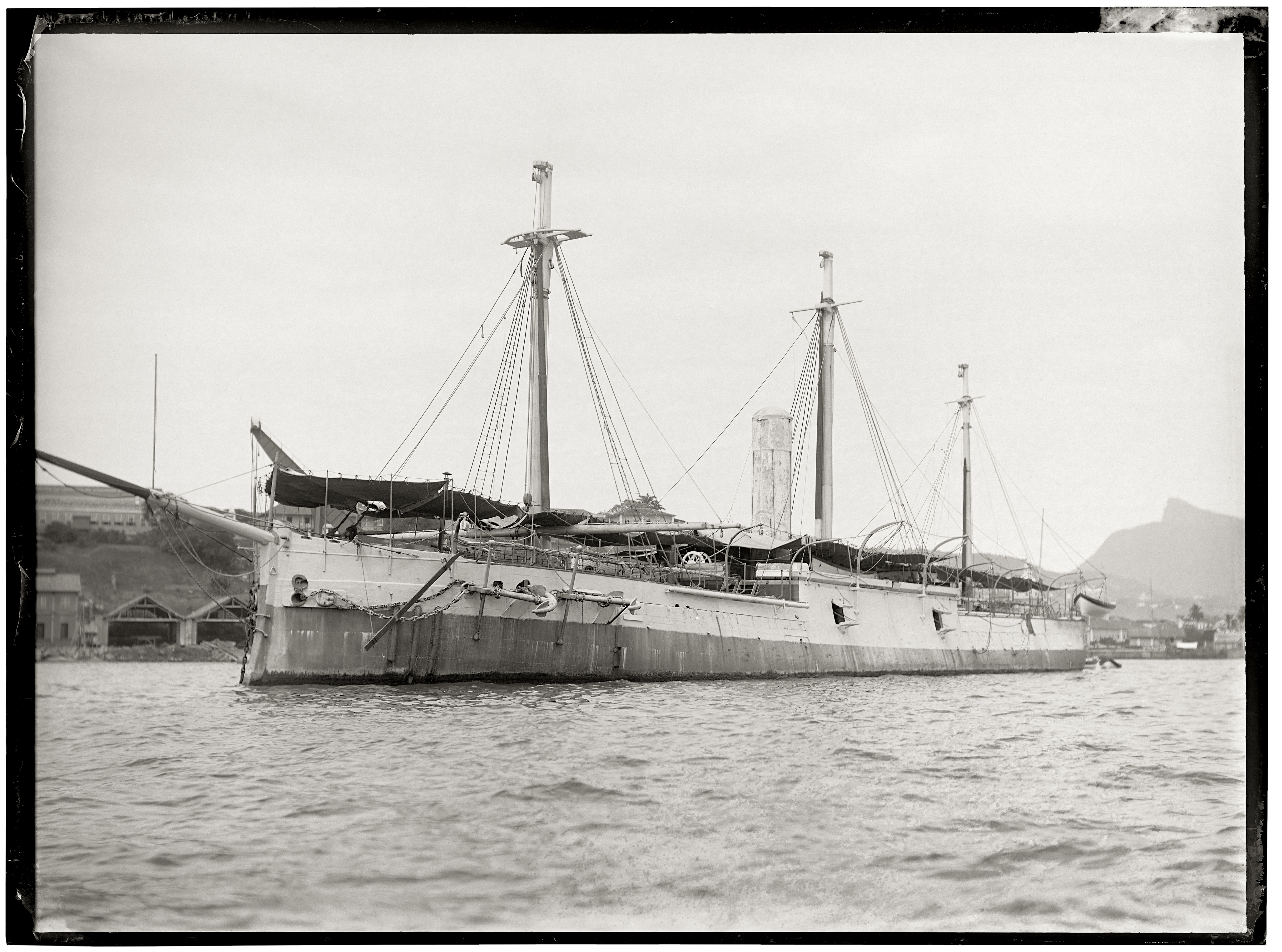
Sete de Setembro em 1874

| Navio          | Armas          | Propulsão                             | Serviço               | Serviço               | Serviço               | Serviço            | Fontes |
| Navio          | Armas          | Propulsão                             | Batimento             | Lançamento            | Comissionamento       | Destino            | [ 56 ] |
| -------------- | -------------- | ------------------------------------- | --------------------- | --------------------- | --------------------- | ------------------ | ------ |
| Pará           | 1 x 70 libras  | 2 máquinas a vapor 8 nós (14,86 km/h) | 8 de dezembro de 1866 | 21 de maio de 1867    | 15 de junho de 1867   | Descartado de 1884 | [ 56 ] |
| Rio Grande     | 1 x 70 libras  | 2 máquinas a vapor 8 nós (14,86 km/h) | 8 de dezembro de 1866 | 17 de agosto de 1867  | 3 de setembro de 1867 | Sucateado em 1907  | [ 56 ] |
| Alagoas        | 1 x 70 libras  | 2 máquinas a vapor 8 nós (14,86 km/h) | 8 de dezembro de 1866 | 29 de outubro de 1867 | 1868                  | Sucateado em 1900  | [ 56 ] |
| Piauí          | 1 x 120 libras | 2 máquinas a vapor 8 nós (14,86 km/h) | 8 de dezembro de 1866 | 8 de janeiro de 1868  | janeiro de 1868       | Sucateado em 1893  | [ 56 ] |
| Ceará          | 1 x 120 libras | 2 máquinas a vapor 8 nós (14,86 km/h) | 8 de dezembro de 1866 | 22 de março 1868      | 5 de maio de 1868     | Sucateado em 1884  | [ 56 ] |
| Santa Catarina | 1 x 120 libras | 2 máquinas a vapor 8 nós (14,86 km/h) | 8 de dezembro de 1866 | 5 de maio de 1868     | 5 de maio de 1868     | Afundou em 1882    | [ 56 ] |

### Sete de Setembro
Sete de Setembro foi o último encouraçado construído durante a Guerra do Paraguai. Ainda assim, a construção foi finalizada somente em 1874, quatro anos após o fim da guerra, por uma indecisão sobre o tipo de armamento a ser instalado no navio. Em 1884, o encouraçado foi incorporado à Esquadra de Evoluções, com outros quinze navios da frota brasileira. No ano seguinte, foi posto na reserva, permanecendo até 1893, quando foi tomado por rebeldes, durante a Revolta da Armada. Afundou por ocasião da revolta.

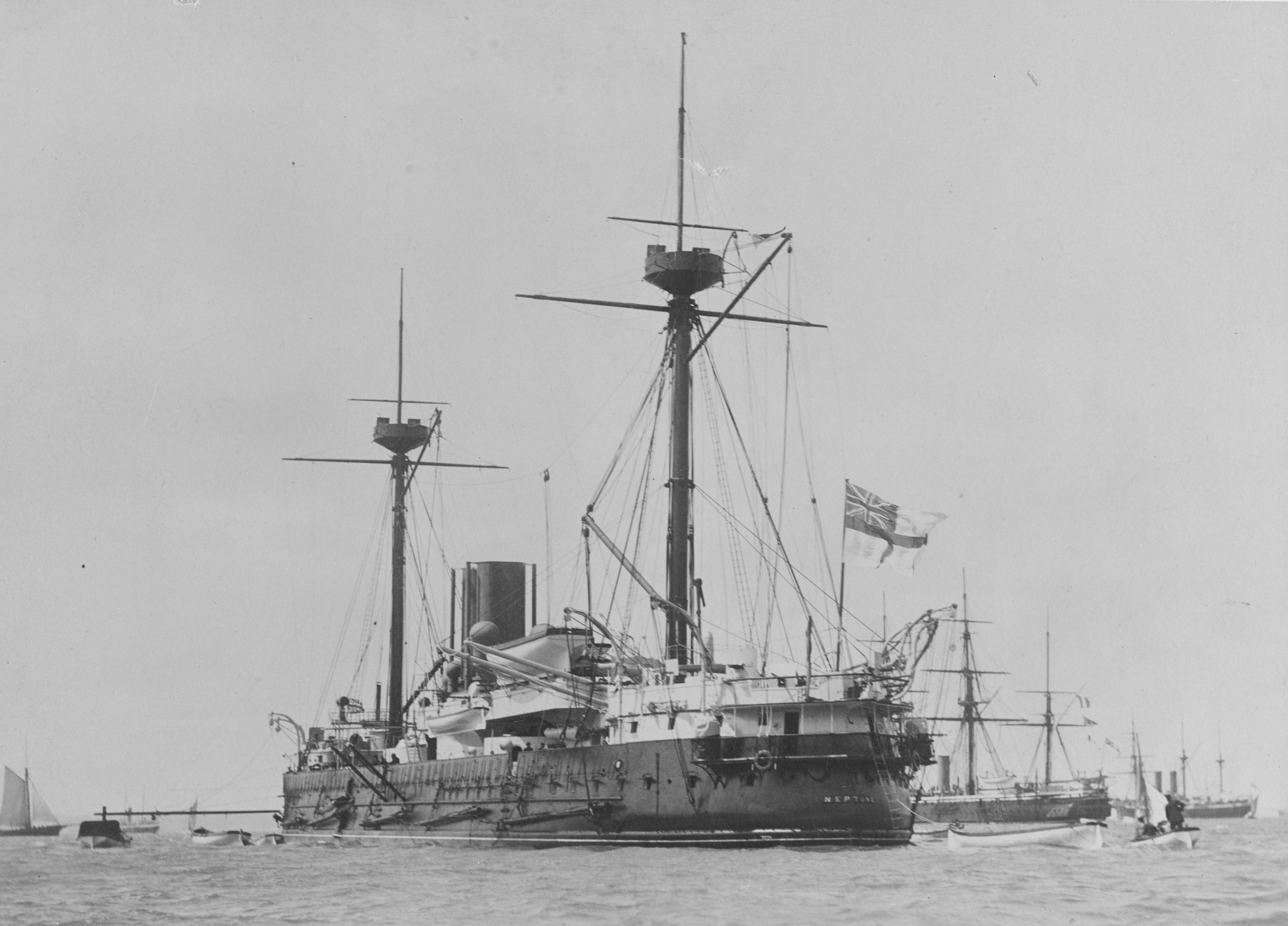
Independência (HMS Neptune) em 1886

| Navio            | Armas      | Deslocamento | Propulsão                          | Serviço              | Serviço            | Serviço            | Serviço         | Fontes |
| Navio            | Armas      | Deslocamento | Propulsão                          | Batimento            | Lançamento         | Comissionamento    | Destino         | [ 57 ] |
| ---------------- | ---------- | ------------ | ---------------------------------- | -------------------- | ------------------ | ------------------ | --------------- | ------ |
| Sete de Setembro | 4 x 229 mm | 2 174 t      | 2 motores a vapor 12 nós (22 km/h) | 8 de janeiro de 1868 | 16 de maio de 1874 | 4 de julho de 1874 | Afundou em 1893 | [ 57 ] |

### Independência
A encomenda do Independência se deu em um período de tensão entre a Argentina e o Brasil. Porém, essa encomenda encontrou resistência no parlamento imperial. No Senado, discutia-se a real necessidade de um navio de grande porte que poderia ser inadequado à realidade da navegação na região do prata. Questionavam se a aquisição dessa embarcação não seria apenas uma "vangloriosa ostentação militar". Em 1874, quando do lançamento ao mar, o encouraçado foi avariado, o que permitiu o rompimento do contrato com o estaleiro inglês e posterior aquisição pela Marinha Real Britânica.

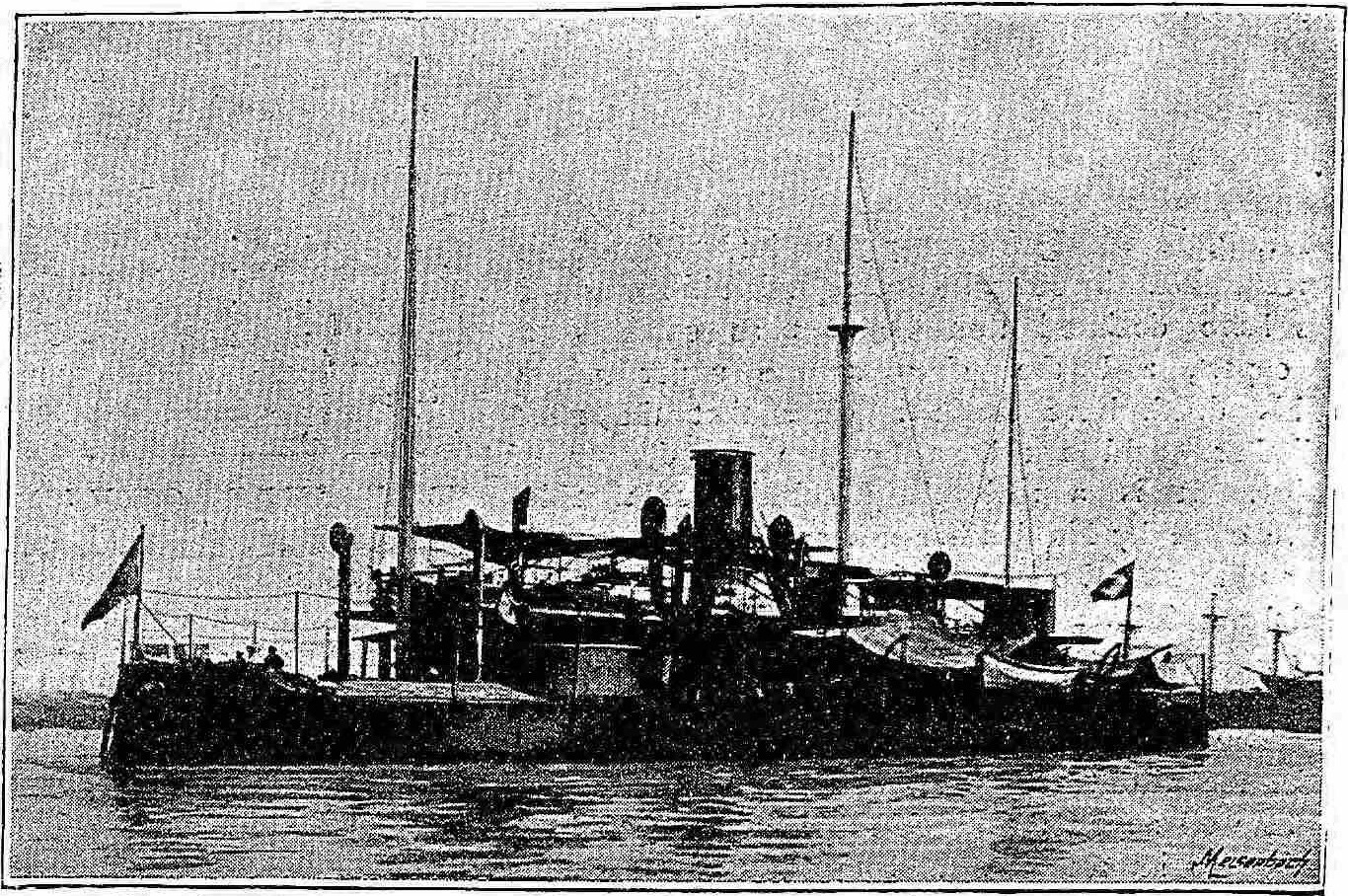
Javari em data desconhecida

| Navio         | Armas              | Deslocamento | Propulsão                               | Serviço   | Serviço                | Serviço         | Serviço | Fontes               |
| Navio         | Armas              | Deslocamento | Propulsão                               | Batimento | Lançamento             | Comissionamento | Destino | [ 59 ] [ 60 ] [ 61 ] |
| ------------- | ------------------ | ------------ | --------------------------------------- | --------- | ---------------------- | --------------- | ------- | -------------------- |
| Independência | 4 × 12,5 polegadas | 8 964 t      | Máquina a vapor; 14,65 nós (27,13 km/h) | 1873      | 10 de setembro de 1874 | -               | -       | [ 59 ] [ 60 ] [ 61 ] |

### ClasseJavari
A classe Javari foram dois encouraçados fluviais também destinados à defesa costeira: Javari e Solimões. O Solimões afundou próximo a costa uruguaia em 19 de maio de 1892, em um episódio nunca bem explicado. O Javari  participou ativamente da Revolta da Armada em 1893, ainda que não tivesse propulsão própria. Atuou como bateria de defesa da Ponta da Armação, local onde os rebeldes mantinha a maior parte da pólvora usada no conflito. Um projétil, provavelmente da fortaleza de São João, atingiu a popa do encouraçado, partindo-o. Afundou lentamente.
| Navio    | Armas            | Deslocamento | Propulsão                                       | Serviço   | Serviço    | Serviço             | Serviço                | Fontes        |
| Navio    | Armas            | Deslocamento | Propulsão                                       | Batimento | Lançamento | Comissionamento     | Destino                | [ 65 ] [ 66 ] |
| -------- | ---------------- | ------------ | ----------------------------------------------- | --------- | ---------- | ------------------- | ---------------------- | ------------- |
| Javari   | 4 × 10 polegadas | 3 700 t      | Máquinas a vapor alternativas; 11 nós (20 km/h) | -         | 1874       | 1875                | 22 de novembro de 1893 | [ 65 ] [ 66 ] |
| Solimões | 4 × 10 polegadas | 3 700 t      | Máquinas a vapor alternativas; 11 nós (20 km/h) | -         | 1875       | 23 de abril de 1875 | 19 de maio de 1892     | [ 65 ] [ 66 ] |

## Pré-dreadnoughts

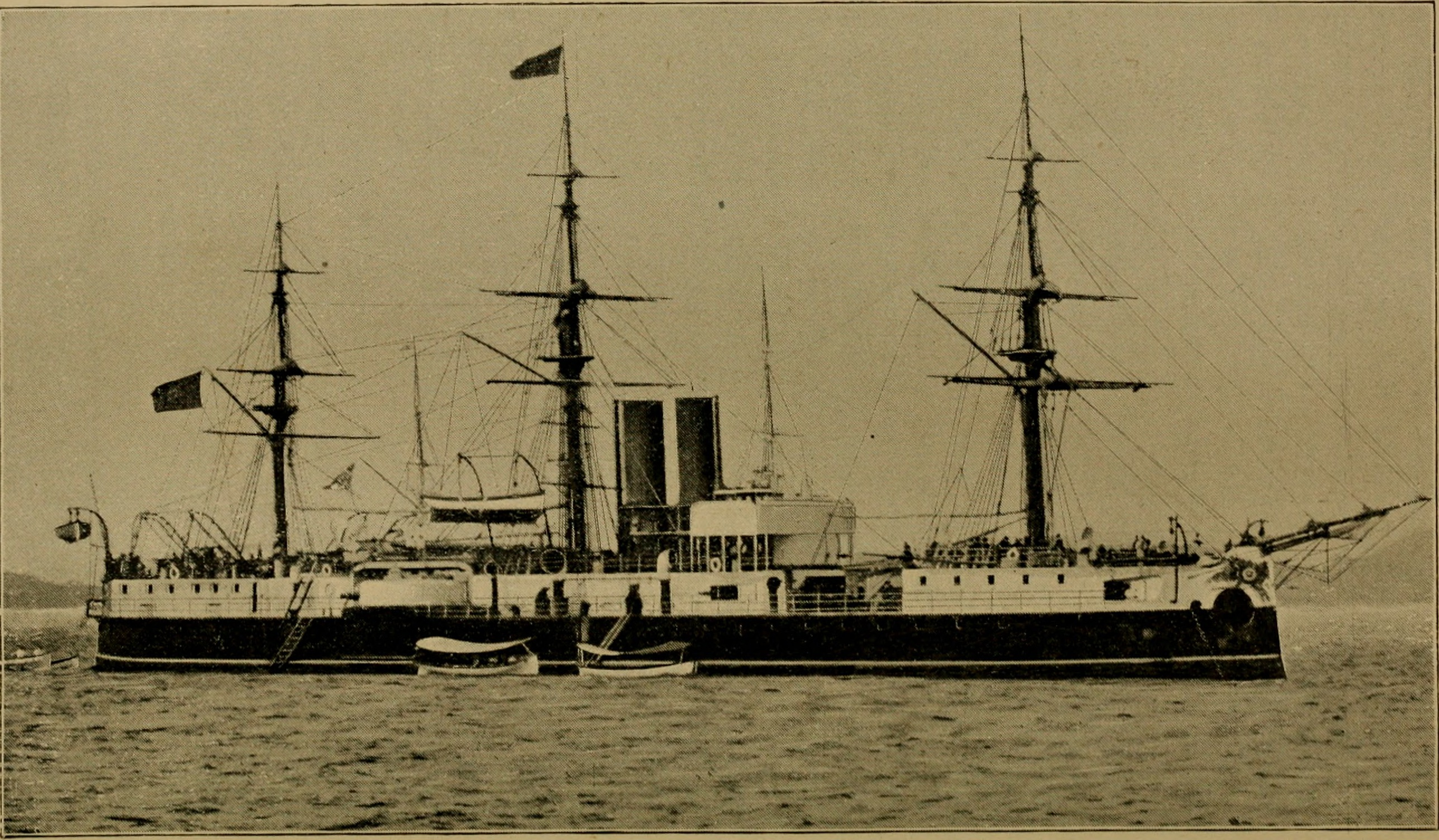
Riachuelo em 1895

### RiachueloeAquidabã
Os encouraçados pré-dreadnoughts Aquidabã e Riachuelo são costumeiramente mencionados juntos, pois ambos foram desenhados pelo mesmo projetista e tinham uma aparência semelhante, mas possuíam diversas características distintas. Foram os mais poderosos navios do hemisfério ocidental, quando finalizados. Fruto do programa de modernização que a Armada Imperial Brasileira iniciou no começo dos anos 1880. O Aquidabã participou da Revolta da Armada, quando foi torpedeado pelo contratorpedeiro Gustavo Sampaio, mas resistiu. Em 1906, houve uma violenta explosão no paiol de munições da torre de ré, quando estava ancorado à baía de Jacuecanga, e afundou, levando à morte 212 tripulantes. O Riachuelo estava na França, quando dos acontecimentos da revolta. Foi desativado em 28 de março de 1910 e vendido para desmanche na Europa. Afundou antes de chegar ao destino.
| Navio     | Armas      | Deslocamento | Propulsão                               | Serviço              | Serviço               | Serviço              | Serviço                          | Fontes        |
| Navio     | Armas      | Deslocamento | Propulsão                               | Batimento            | Lançamento            | Comissionamento      | Destino                          | [ 75 ] [ 76 ] |
| --------- | ---------- | ------------ | --------------------------------------- | -------------------- | --------------------- | -------------------- | -------------------------------- | ------------- |
| Riachuelo | 4 × 229 mm | 6 100 t      | Máquinas a vapor; 16 nós (30 km/h)      | 31 de agosto de 1881 | 7 de junho de 1883    | 19 de agosto de 1884 | Afundou em 1910                  | [ 75 ] [ 76 ] |
| Aquidabã  | 4 × 229 mm | 5 029 t      | Máquinas a vapor; 14,5 nós (26,85 km/h) | 18 de junho de 1883  | 17 de janeiro de 1885 | 14 de agosto de 1885 | Afundou em 21 de janeiro de 1906 | [ 75 ] [ 76 ] |

### ClasseDeodoro

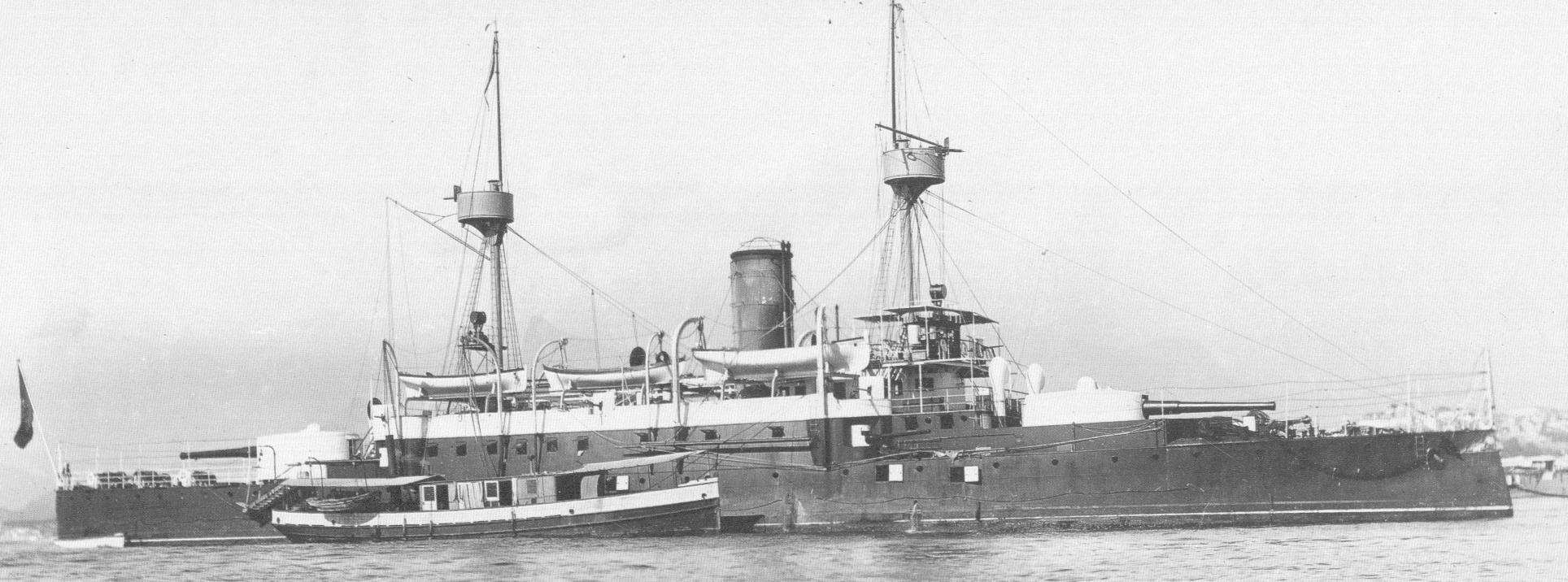
Deodoro em data desconhecida

Os encouraçados da classe Deodoro, Deodoro e Floriano, foram construídos nos estaleiros da companhia Société Nouvelle des Forges et Chantiers de la Méditerranée no final da década de 1890. O Deodoro bombardeou a Escola Militar da Praia Vermelha, visto que seus alunos se empreenderam em uma revolta contra o governo brasileiro. Foi um dos navios tomados pelos rebeldes na Revolta da Chibata. Em 1924, Deodoro foi vendido ao México, onde atuou principalmente como navio de instrução até sua baixa em 1934. O Floriano participou de diversas comissões e exercícios navais até sua desincorporação em 1934.
| Navio    | Armas      | Deslocamento | Propulsão                                                  | Serviço   | Serviço             | Serviço                | Serviço                               | Fontes        |
| Navio    | Armas      | Deslocamento | Propulsão                                                  | Batimento | Lançamento          | Comissionamento        | Destino                               | [ 80 ] [ 81 ] |
| -------- | ---------- | ------------ | ---------------------------------------------------------- | --------- | ------------------- | ---------------------- | ------------------------------------- | ------------- |
| Deodoro  | 2 × 220 mm | 3 162 t      | Máquinas a vapor de tríplice expansão; 15 nós (27,78 km/h) | 1896      | 20 de junho de 1898 | 1900                   | Vendido em abril de 1924              | [ 80 ] [ 81 ] |
| Floriano | 2 × 220 mm | 3 162 t      | Máquinas a vapor de tríplice expansão; 15 nós (27,78 km/h) | -         | 6 de julho de 1899  | 31 de dezembro de 1900 | Descomissionado em 2 de abril de 1936 | [ 80 ] [ 81 ] |

## Dreadnoughts

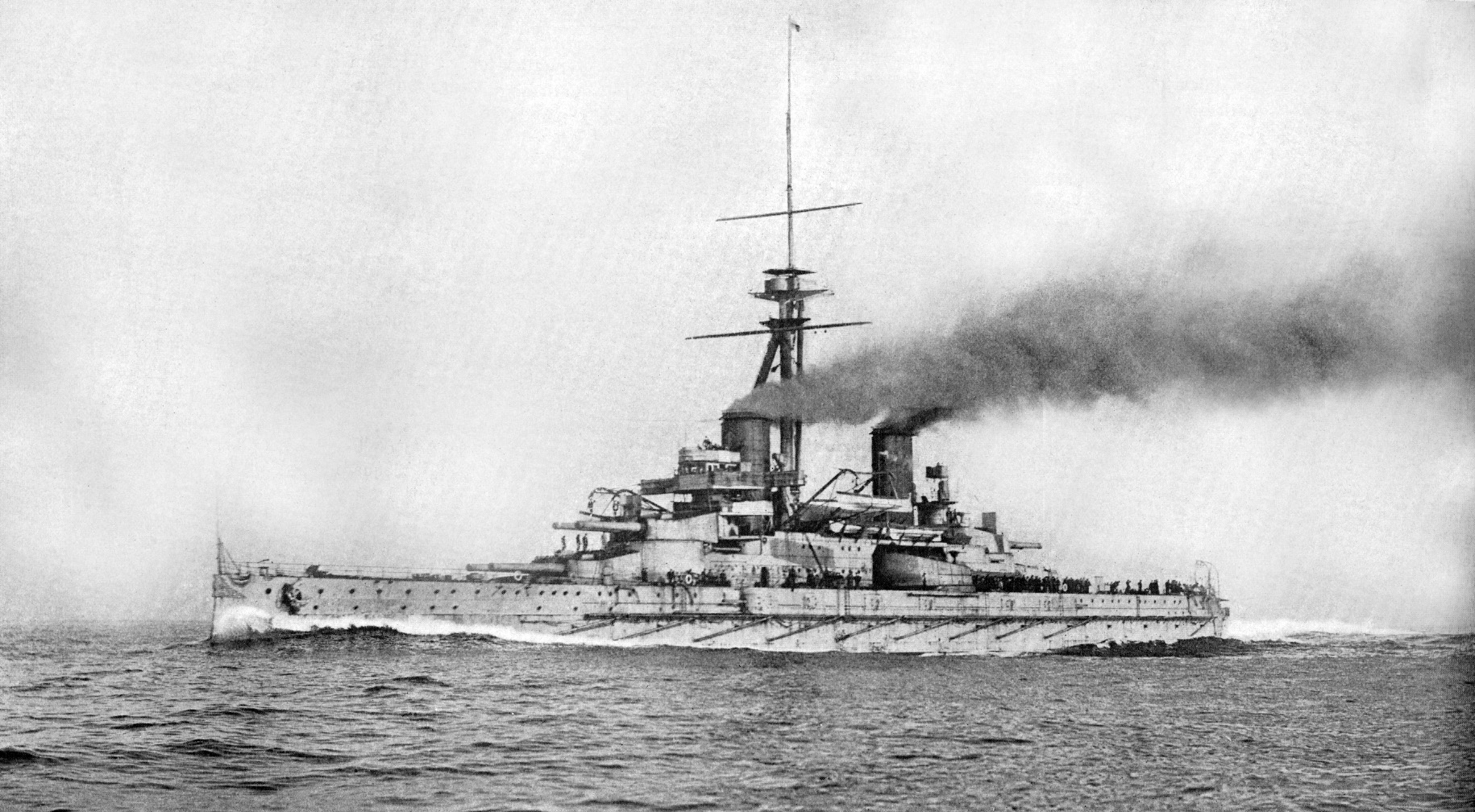
Minas Geraes em 1909

### ClasseMinas Geraes

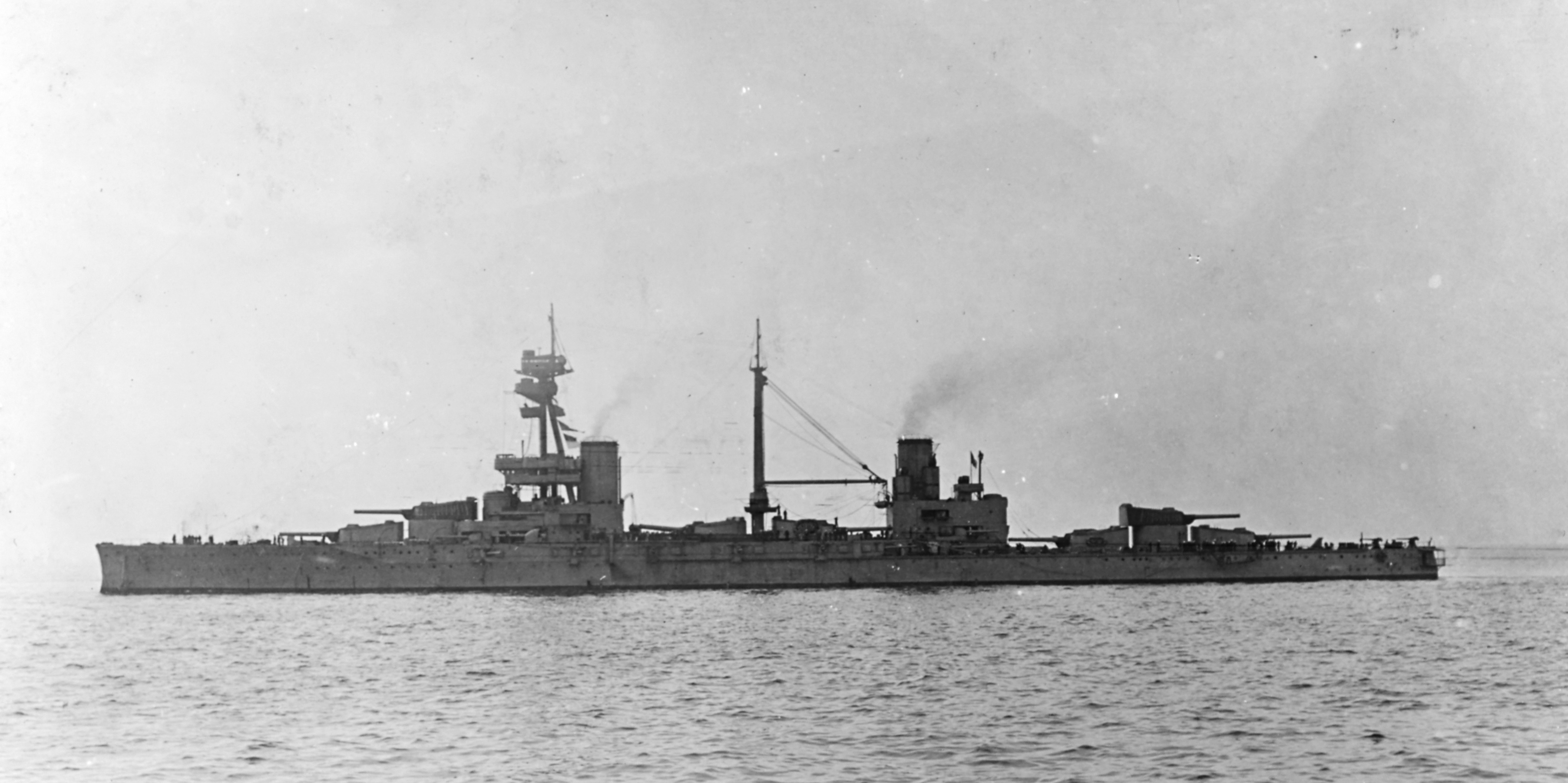
HMS Agincourt (ex-Rio de Janeiro) em 1918

A classe Minas Geraes foram dois encouraçados (previamente três) do tipo Dreadnought que a Marinha do Brasil operou. Os navios, Minas Geraes, São Paulo e Rio de Janeiro, foram frutos do plano naval de 1906, para a aquisição de modernos navios encouraçados. Somente os dois primeiros foram entregues ao Brasil, com o último sendo cancelado devido o seu projeto já estar obsoleto perto das novas tecnologias navais. Os dois encouraçados participaram ativamente da Revolta da Chibata em 1910, do patrulhamento da costa brasileira durante a primeira guerra mundial e como fortaleza flutuante, durante a segunda guerra mundial. O Minas Geraes foi descomissionado em 1952 e o São Paulo em 1947.
| Navio          | Armas       | Deslocamento | Propulsão                                                  | Serviço             | Serviço                | Serviço             | Serviço                   | Fontes                      |
| Navio          | Armas       | Deslocamento | Propulsão                                                  | Batimento           | Lançamento             | Comissionamento     | Destino                   | [ 22 ] [ 85 ] [ 86 ] [ 87 ] |
| -------------- | ----------- | ------------ | ---------------------------------------------------------- | ------------------- | ---------------------- | ------------------- | ------------------------- | --------------------------- |
| Minas Geraes   | 12 x 305 mm | 21 200 t     | Máquinas a vapor de tríplice expansão; 21 nós (36,29 km/h) | 17 de abril de 1907 | 10 de setembro de 1908 | 18 de abril de 1910 | Desmontado em 1952        | [ 22 ] [ 85 ] [ 86 ] [ 87 ] |
| São Paulo      | 12 x 305 mm | 21 500 t     | Máquinas a vapor de tríplice expansão; 21 nós (36,29 km/h) | 30 de abril de 1907 | 19 de abril de 1909    | 12 de julho de 1910 | Afundou em 1951           | [ 22 ] [ 85 ] [ 86 ] [ 87 ] |
| Rio de Janeiro | -           | -            | -                                                          | -                   | -                      | -                   | Cancelado em maio de 1910 | [ 22 ] [ 85 ] [ 86 ] [ 87 ] |

### Rio de Janeiro
Dificuldades financeiras, além do projeto já estar obsoleto, levaram o governo brasileiro a cancelar o terceiro encouraçado da classe Minas Geraes em 1910. Tal dificuldade não impediu que se encomendasse um novo encouraçado, do mesmo nome do antecessor, Rio de Janeiro, à Inglaterra. O novo navio tinha mais armamentos, ainda que de mesmo calibre, como bateria principal, e maior deslocamento. A situação financeira do Brasil foi piorando com a redução das exportações de café e borracha e a recessão econômica europeia depois da Segunda Guerra Balcânica, que contribuiu para redução da capacidade do continente de fornecer novos empréstimos. Esses eventos foram fundamentais para a decisão de vender o encouraçado Rio de Janeiro, que fora comprado pelo Império Otomano pela soma de 2,75 milhões de libras. Posteriormente, a Inglaterra tomou o navio e o renomeou para HMS Agincourt.

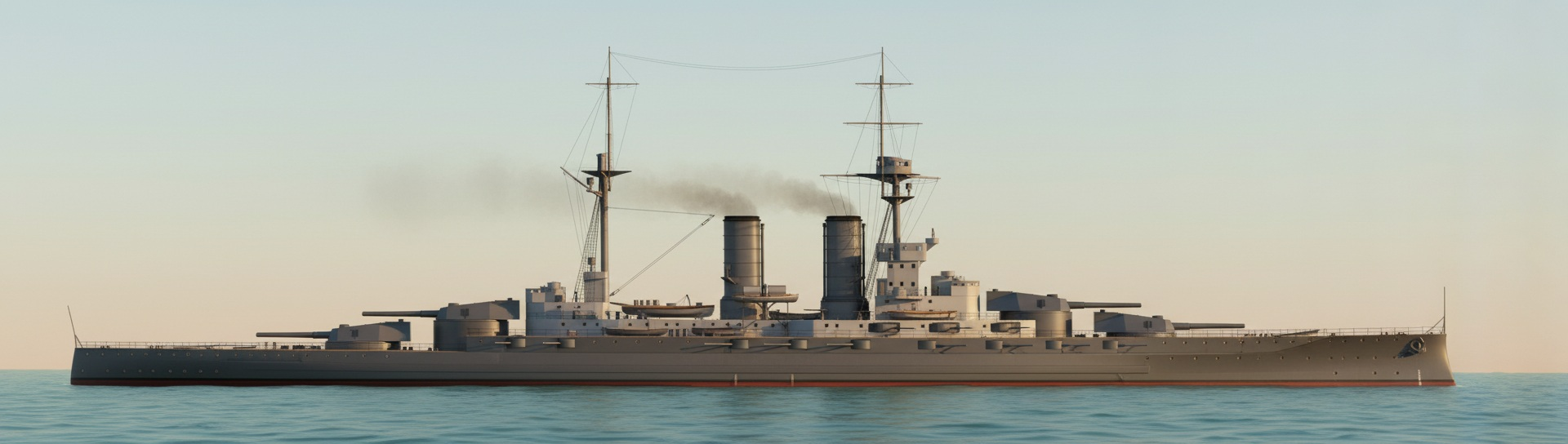
Desenho do Riachuelo n.º 781

| Navio          | Armas       | Deslocamento | Propulsão                            | Serviço          | Serviço               | Serviço         | Serviço         | Fontes |
| Navio          | Armas       | Deslocamento | Propulsão                            | Batimento        | Lançamento            | Comissionamento | Destino         | [ 90 ] |
| -------------- | ----------- | ------------ | ------------------------------------ | ---------------- | --------------------- | --------------- | --------------- | ------ |
| Rio de Janeiro | 14 x 305 mm | 30 250 t     | turbinas a vapor 22 nós (40,74 km/h) | setembro de 1911 | 22 de janeiro de 1913 | -               | Vendido em 1913 | [ 90 ] |

### Riachuelo
O governo brasileiro solicitou aos estaleiros ingleses Vickers-Armstrongs projetos para o desenvolvimento de um novo encouraçado, que seria denominado Riachuelo. Os desenhos variavam de 26 a 30,5 mil toneladas de deslocamento e de 8 a 10 canhões de 15 polegadas. Porém, devido à Primeira Guerra Mundial, os trabalhos do Riachuelo sofreram atrasos, com a construção sendo oficialmente cancelada em 13 de maio de 1915.
| Navio     | Armas      | Deslocamento | Propulsão                              | Serviço                                  | Serviço    | Serviço         | Serviço           | Fontes        |
| Navio     | Armas      | Deslocamento | Propulsão                              | Batimento                                | Lançamento | Comissionamento | Destino           | [ 93 ] [ 94 ] |
| --------- | ---------- | ------------ | -------------------------------------- | ---------------------------------------- | ---------- | --------------- | ----------------- | ------------- |
| Riachuelo | 8 × 381 mm | 30 500 t     | 4 turbinas a vapor 23 nós (42,59 km/h) | 10 de setembro de 1914 (mas não ocorreu) | -          | -               | Cancelado em 1915 | [ 93 ] [ 94 ] |